# ناحیه پانا، شهرستان کریستین، ایلینوی
ناحیه پانا، شهرستان کریستین، ایلینوی (به انگلیسی: Pana Township) یک منطقهٔ مسکونی در ایالات متحده آمریکا است که در شهرستان کریستین، ایلینوی واقع شده‌است. ناحیه پانا ۶٬۶۴۷ نفر جمعیت دارد و ۲۰۵ متر بالاتر از سطح دریا واقع شده‌است.